# Paulo Antonio de Oliveira
Paulo Antonio de Oliveira (* 16. Juli 1982 in Cuiabá), auch bekannt als Paulinho, ist ein ehemaliger brasilianischer Fußballspieler.

## Karriere
Paulinho begann seine Karriere 2001 beim brasilianischen Erstligisten Atlético Mineiro. Für dem Verein bestritt er 56 Erstligaspiele und schoss dabei 11 Tore. 2004 wurde er an saudi-arabischen al-Ahli ausgeliehen und an mexikanischen Dorados de Sinaloa. 2005 wechselte er zum japanischen Zweitligisten Kyōto Sanga. Saison 2005 feierte er mit dem Verein die Zweitligameisterschaft und den Aufstieg in die erste Liga. Als er auch in der Liga mit 22 Toren Torschützenkönig. Am Ende der Saison 2006 stieg der Verein in die zweiten Liga ab. 2007 wurde er mit dem Verein Tabellendritter und stieg in die erste Liga auf. Im Sommer 2009 kehrte er nach Brasilien zurück. Hier unterschrieb er einen Vertrag bei Sport Recife. 2010 wechselte er zum japanischen Zweitligisten Ventforet Kofu. 2010 wurde er mit dem Verein Vizemeister und stieg in die erste Liga auf. Von 2012 bis 2013 war er bei Gamba Osaka unter Vertrag. Am Ende der Saison 2012 stieg der Verein in die zweiten Liga ab. Danach spielte er bei Tupi FC und Ōita Trinita.